# The World to Come
The World to Come é um filme de drama de 2020 dirigido por Mona Fastvold, a partir de um roteiro de Ron Hansen e Jim Shepard, baseado na história de Shepard de mesmo nome. É estrelado por Vanessa Kirby, Katherine Waterston, Christopher Abbott e Casey Affleck.
Teve sua estreia mundial no 77º Festival Internacional de Cinema de Veneza em 6 de setembro de 2020, onde ganhou o prêmio Queer Lion de melhor filme com temática LGBTQ do festival. Está programado para ser lançado em 12 de fevereiro de 2021.

## Elenco
- Vanessa Kirby como Tally
- Katherine Waterston como Abigail
- Christopher Abbott como Finney
- Casey Affleck como Dyer

## Recepção
O filme tem 100% de aprovação Rotten Tomatoes, com base em 16 avaliações, com uma média ponderada de 7,95/10. No Metacritic, o filme possui uma classificação de 89 em 100, com base em 8 críticas, indicando "aclamação universal".